# Willisville (Arkansas)
Willisville – miasto w Stanach Zjednoczonych, w stanie Arkansas, w hrabstwie Nevada.